# Odchyłka balistyczna
Odchyłka balistyczna – termin ten ma dwa znaczenia:
1. Różnica pomiędzy rzeczywistą wartością mierzonej wielkości balistycznej a jej wartością tabelaryczną, normalną lub nominalną.
2. Średnia wartość odchyłki parametru wpływającego na donośność pocisku (np. temperatury powietrza) od wartości tabelarycznej (stała dla danej wysokości toru pocisku), która powoduje taką samą zmianę donośności pocisku, jak rzeczywiste odchylenie danego parametru od wartości tabelarycznej w tym samym zakresie wysokości.